# Mike Mills
Michael Edward Mills (* 17. prosince 1958, Orange County, Kalifornie, USA) je baskytarista a jeden ze zakládajících členů americké rockové kapely R.E.M., který s touto skupinou nazpíval celkem tři písně Superman, Near Wild Heaven a Texarkana. Jde také o autora několika textů, například k písním What's the Frequency, Kenneth?, (Don't Go Back To) Rockville, Leaving New York, Be Mine, Electrolite, Nightswimming, a At My Most Beautiful. V roce 2023 byla na jeho počest z podnětu českého mykologa Jana Borovičky pojmenována drobná americká štítovka jako Pluteus millsii Justo, Borovička, Grootmyers, Kalichman & S.D. Russell.